# Roche roche
Roche roche is een spinnensoort uit de familie Ochyroceratidae. De soort komt voor in de Seychellen.